# Gâh
Pour les articles homonymes, voir Gah.
Gâh est une localité située dans le département de Kaya de la province du Sanmatenga dans la région Centre-Nord au Burkina Faso.

## Géographie
Gâh est située à 5 km de Basnéré et à environ 35 km au nord-ouest du centre de Kaya, la principale ville de la région. Le village est traversé par la route nationale 15 reliant à Kaya à Kongoussi.

## Économie
En plus des activités agricoles, le village de Gâh possède une unité de transformation agroalimentaire financée en 2015 par la Fondation Bill-et-Melinda-Gates dans le cadre du Programme des Nations unies pour le développement (PNUD).

## Éducation et santé
Le centre de soins le plus proche de Gâh est le centre de santé et de promotion sociale (CSPS) de Basnéré tandis que le centre hospitalier régional (CHR) se trouve à Kaya.
Gâh possède une école primaire publique.